# Gunnar Ekström (1893–1990)
Gunnar Ekström, född den 16 februari 1893 i Falun, död den 3 januari 1990 i Västerås, var en svensk präst. Han var son till Gunnar Ekström.
Ekström avlade studentexamen i Falun 1911, filosofie kandidatexamen i Uppsala 1916 och teologie kandidatexamen där 1921. Han prästvigdes sistnämnda år och blev vice pastor i Möklinta församling 1922 och vice komminister i Mockfjärds församling 1922. Ekström blev adjunkt i Rättviks församling 1925, komminister där 1928 och domkyrkosyssloman i Västerås 1945. Han promoverades till teologie hedersdoktor vid Uppsala universitet 1952 och invaldes som korresponderande ledamot av Vitterhetsakademien samma år. Ekström blev ledamot av Vasaorden 1948. Han var hedersledamot av Västmanlands fornminnesförening och hedersordförande i Rättviks hembygdsförening. Ekström vilar på Hästbergs kyrkogård i Falun.